# Anglish
Anglish és un tipus d'escriptura constreta en anglès, en la qual les paraules derivades del grec antic, llatí, i llengües romàniques es reemplacen amb paraules derivades de llengües germàniques. De vegades això s'aconsegueix emprant sinònims i en altres ocasions amb neologismes. Si només s'empren sinònims, l'anglish és en realitat un anglès oficial purista.

## Història
El 1966, Paul Jennings va escriure diversos articles a la revista Punch en anglish, per commemorar el 900 aniversari de la invasió normanda d'Anglaterra. Entre ells un exemple de com Shakespeare hagués escrit si Guillem I d'Anglaterra mai no hagués triomfat:
To be, or not to be: that is the ask-thing:
is't higher-thinking in the brain to bear
the slings and arrows of outrageous dooming
or to take weapons 'gainst a sea of bothers 
and by againstwork end them?...
(El fet és que outrageous procedeix de les llengües romanç, en concret del francès antic outrageux, la qual cosa sembla que Jennings no va apreciar. D'altra banda, mind és d'origen anglosaxó, per la qual cosa no hi havia raó per canviar-lo.)
El compositor australià Percy Grainger va adoptar un idioma similar, que va anomenar "blue-eyed English", en les seves cartes i manuscrits musicals.

## Termes relacionats
El terme andersaxó s'usa en anglès en escriptura tècnica o científica i va ser encunyat el 1992 per Douglas R. Hofstadter com un joc de paraules relatiu a l'idioma anglosaxó i amb una referència a l'autor de ciència-ficció Poul Anderson. Anderson va introduir el terme en el seu article "uncleftish beholding", un tractat sobre la teoria atòmica escrit en andersaxó (és curiós que "ander" és la paraula "altre" en neerlandès i alemany). A continuació una cita del text:
The firststuffs have their being as motes called unclefts. These are mighty small: one seedweight of waterstuff holds a tale of them like unto two followed by twenty-two naughts. Most unclefts link together to make what are called bulkbits. Thus, the waterstuff bulkbit bestands of two waterstuff unclefts, the sourstuff bulkbit of two sourstuff unclefts, and so on. (Some kinds, such as sunstuff, keep alone; others, such as iron, cling together in chills when in the fast standing; and there are yet more yokeways.) When unlike unclefts link in a bulkbit, they make bindings. Thus, water is a binding of two waterstuff unclefts with one sourstuff uncleft, while a bulkbit of one of the forestuffs making up flesh may have a thousand or more unclefts of these two firststuffs together with coalstuff and chokestuff.

## Procediments per a crear-lo
Les tècniques que s'hi emprades inclouen:
- Encunyació de noves paraules ("firststuff" per "element");
- Reemplaçaments ("motes" per "particles");
- Calcs de l'idioma original ("uncleft" per "atom")
- Calcs d'altres idiomes germànics ("waterstuff" i "sourstuff" de l'Alemany Wasserstoff /Holandès waterstof i l'Alemany Sauerstoff /Holandès zuurstof , ells mateixos calcs aproximats dels derivats del grec "hidrogen" i " oxigen ").